# Нойштадт-ан-дер-Вайнштрассе
Нойштадт-ан-дер-Вайнштрассе (нім. Neustadt an der Weinstraße; у 1936–1945 роках місто мало назву Нойштадт-ан-дер-Гаардт) — місто земельного підпорядкування в Німеччині. Розташований в землі Рейнланд-Пфальц. Площа 117,10 км ². Офіційний код — 07 3 16 000. Належить до десяти найбільших міст землі Райнланд-Пфальц.
Місто поділяється на центр і 9 «міських районів», якими є віддалені від міста виноробні села або селища.
Один із центрів виноробства Німеччини, столиця виноробного регіону Німецький винний шлях. Місце проведення національних змагань з енології та майстерності сомельє. Щорічно тут обирається німецька «Королева вина».

## Населення
Населення міста становить 53 306 осіб (станом на 31 грудня 2020).